# John Robson (homme politique)
Pour les articles homonymes, voir John Robson et Robson.
John Robson (né le 14 mars 1824 à Perth en Ontario et mort le 29 juin 1892 à Londres) est un journaliste et homme politique canadien qui est le 8e premier ministre de la Colombie-Britannique du 2 août 1889 au 29 juin 1892, date à laquelle il meurt dans l'exercice de ses fonctions, Il devient alors le troisième premier ministre britanno-colombien à mourir en fonction après ses deux prédécesseurs immédiats William Smithe et Alexander Edmund Batson Davie.

## Biographie

### Premières années
Né à Perth dans le Canada-Ouest (actuel Ontario), il passe son enfance entre Hamilton et Brantford au Canada-Ouest, ainsi qu'à Montréal dans le Canada-Est. Lorsque survient la nouvelle de la ruée vers l'or du fleuve Fraser, Robson se rend dans la colonie de la Colombie-Britannique. Après une carrière infructueuse de prospecteur, Robson aide son frère ministre méthodiste afin de compléter la construction d'une nouvelle église à New Westminster qui est alors la capitale de la nouvelle colonie de la Colombie-Britannique. Devenant connu des milieux réformistes, il se prononce en faveur de l'établissement d'un gouvernement responsable. Ses prises de positions lui permettent de décrocher un emploi d'éditeur du journal The British Columbian et lui valent l'animosité de l'autocratique gouverneur James Douglas qui gouvernait la colonie en plus de la colonie de l'Île de Vancouver.
Robson se rallie avec un autre éditeur, Amor De Cosmos, pour dénoncer le gouverneur et son entourage, incluant le procureur-général Matthew Baillie Begbie (en). En 1862, Begbie, intente des charges contre Robson lors du scandale Cottonwood alors que ce dernier dénonçait l'obtention d'un pot-de-vin par le procureur lors de spéculation foncière.
Douglas se retirant en 1864, Frederick Seymour le remplace seulement au poste de gouverneur de la colonie de la Colombie-Britannique. Il diminue ses revendications quant à l'obtention du gouvernement responsable alors que l'Assemblée coloniale obtenait plus de pouvoir. En 1866, il milite pour la fusion entre les deux colonies et, en 1869, il déplace son journal aux abords du détroit de Géorgie et est rapidement racheté par son rival du Daily British Colonist (désormais Times Colonist) fondé par De Cosmos. Avec ce journal, Robson sert comme éditeur politique pendant six ans et se passionne pour des politiques favorisant l'union avec la Confédération canadienne. Avec De Cosmos et Robert Beaven, tous deux futurs premiers ministres, ils fondent la Confederation League qui tente d'influencer Seymour, ainsi qu'Ottawa et Londres sur cette question.

### Carrière politique
Pendant la période coloniale, Robson siège brièvement à l'Assemblée législative, mais cette activité le limite dans sa tâche d'éditorialiste. Lorsque la colonie rallie la Confédération en 1871. Élu député de Nanaimo, il s'avère un opposant de son ancien allié De Cosmos et de George Anthony Walkem qui lui succède. Il milite pour plusieurs réformes dont le droit de vote des femmes et apporte son support au premier ministre canadien libéral Alexander Mackenzie lors de l'élection fédérale de 1874. Se soutien lui permet d'obtenir un poste pour le chemin de fer du Canadien Pacifique qui occupe pendant cinq ans. Par la suite, il procède à l'achat d'un journal à New Westminster.
Après une absence de sept ans, il revient à l'Assemblée législative en 1882 et entre dans le cabinet des premiers ministres William Smithe et A. E. B. Davie à des postes de haut niveau qui lui permettent de défendre ses positions en matière d'instruction publique, de développement de la colonisation, de l'octroi de subventions pour le développement des transports publics comme le réseau ferroviaire. Il est également responsable de l'incorporation de la ville de Granville par la législature qui la renomme Vancouver. Robson sert également comme premier ministre par intérim lors des absences de Davie pour raisons de santé.
À la suite du décès de Davie en 1889, Robson lui succède. Il s'attèle alors la tâche de modifier la carte électorale, à réduire la portée de la loi des terres fédérales et de militer au gouvernement fédéral pour la construction d'une cale sèche à Esquimalt près de Victoria.
Robson meurt en fonction à la suite d'un empoissonnement sanguin après s'être blessé au doigt dans une portière à Londres en juin 1892. Il est inhumé au cimetière Ross Bay de Victoria.

## Hommage
Plusieurs sites sont nommés en son honneur dont : 
- Robson Cove localisé près de la baie Burrard ;
- Robson Street (en), artère majeure de Vancouver ;
- Robson Square (en), situé sur la rue du même nom ;
- Robson, communauté près de Castlegar dans la région de Kootenay ;
- John Robson Building sur Robson Street ;
- John Robson Elementary School de New Westminster.